# Asian Le Mans Series 2016-17
Asian Le Mans Series 2016-17 är den femte säsongen av den asiatiska långdistansserien för sportvagnar och GT-bilar, Asian Le Mans Series. Säsongen omfattar fyra deltävlingar som körs under hösten/vintern 2016/2017.

## Tävlingskalender
| Datum           | Bana                         | Segrare LMP2 – Team                        | Segrare LMP3 - Team                        | Segrare GT – Team                                  | Segrare GT Cup - Team                      |
| Datum           | Bana                         | Segrare LMP2 – Förare                      | Segrare LMP3 - Förare                      | Segrare GT – Förare                                | Segrare GT Cup - Förare                    |
| --------------- | ---------------------------- | ------------------------------------------ | ------------------------------------------ | -------------------------------------------------- | ------------------------------------------ |
| 30 oktober 2016 | Zhuhai International Circuit | Jackie Chan DC Racing                      | Jackie Chan DC Racing                      | Spirit of Race                                     | Inga deltagare                             |
| 30 oktober 2016 | Zhuhai International Circuit | Gustavo Menezes Ho-Pin Tung                | David Cheng Pu Jun Jin James Winslow       | Rui Águas Marco Cioci Nasrat Muzayyin              | Inga deltagare                             |
| 4 december 2016 | Fuji Speedway                | Race Performance                           | Tockwith Motorsports                       | DH Racing                                          | TKS                                        |
| 4 december 2016 | Fuji Speedway                | Giorgio Maggi Struan Moore Fabian Schiller | Philip Hanson Nigel Moore                  | Stéphane Lémeret Michele Rugolo Matthieu Vaxivière | Takuma Aoki Shigeto Nagashima Shinyo Sano  |
| 8 januari 2017  | Chang International Circuit  | Jackie Chan DC Racing                      | ARC Bratislava                             | DH Racing                                          | Team NZ                                    |
| 8 januari 2017  | Chang International Circuit  | Thomas Laurent Gustavo Menezes Ho-Pin Tung | Darren Burke Miroslav Konopka Mike Simpson | Olivier Beretta Rino Mastronardi Alex Riberas      | John Curran Graeme Dowsett Paul Kanjanapas |
| 22 januari 2017 | Sepang International Circuit | Algarve Pro Racing                         | Tockwith Motorsports                       | Team Audi Korea                                    | TKS                                        |
| 22 januari 2017 | Sepang International Circuit | Andrea Pizzitola Aidan Read Andrea Roda    | Philip Hanson Nigel Moore                  | You Kyong-Ouk Marchy Lee Alex Yoong                | Takuma Aoki Shinyo Sano Takuya Shirasaka   |

## Slutställning
| Klass  | Förare                    | Team                 |
| ------ | ------------------------- | -------------------- |
| LMP2   | Andrea Roda               | Algarve Pro Racing   |
| LMP3   | Philip Hanson Nigel Moore | Tockwith Motorsports |
| GT     | Michele Rugolo            | DH Racing            |
| GT Cup | Takuma Aoki Shinyo Sano   | TKS                  |